# Robert Sagna

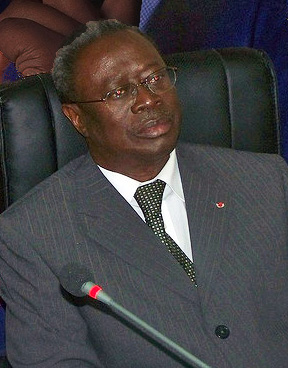
Robert Sagna (2009)

Robert Sagna (* 17. April 1939 in Brin, Ziguinchor, Casamance) ist ein ehemaliger senegalesischer Politiker, der mehrmals Minister sowie 2009 Kandidat für das Amt des Staatspräsidenten war.

## Leben

### Studium, Ingenieur und Staatssekretär
Robert Sagna absolvierte ein Studium im Fach Agraringenieurwissenschaften in Belgien sowie im Fach Ökonometrie an der Université Paris 1 Panthéon-Sorbonne, das er mit einem diplôme de troisième cycle abschloss. Er war danach zunächst Inspekteur für Agraringenieurwesen in Thiès und zwei Jahre später Leiter der Abteilung für hydro-landwirtschaftliche Entwicklung des von der Weltbank finanzierten Reisprojekts in der Region Sédhiou. 1974 wechselte er als Direktor für Studien ins Ministerium für ländliche Entwicklung und wurde in der Folgezeit von Staatspräsident Léopold Sédar Senghor zum Nachfolger von Émile Badiane aufgebaut, des 1972 verstorbenen charismatischen politischen Führers der Mouvement des forces démocratiques de la Casamance (MFDC) und Ministers für Zusammenarbeit. Während der Präsidentschaft von Léopold Sédar Senghor wurde er im Februar 1978 Staatssekretär für menschliche Förderung (Secrétaire d’Etat à la Promotion humaine) im Kabinett von Premierminister Abdou Diouf und war als solcher auch verantwortlich für den Ernährungsplan (Plan alimentaire du Sénégal), der zwischen 1978 und 1985 bestand. Danach war er zwischen 1980 und 1983 Staatssekretär für Hochseefischerei (Secrétaire d’Etat à la Pêche maritime) und wurde auch weiterhin von Abdou Diouf gefördert, der seit dem 1. Januar 1981 Staatspräsident war. Zugleich engagierte er sich in der Parti Socialiste du Senegal (PS) als deren Vorsitzender in der Casamance.

### Minister und Bürgermeister
Im März 1983 wurde Sagna, der auch Mitglied der Nationalversammlung (Assemblée nationale du Sénégal) war, Minister für Ausrüstung (Ministre de l’Équipement) und bekleidete dieses Amt bis 1988. Zugleich wurde er im Dezember 1984 auch Bürgermeister von Ziguinchor und hatte diese Funktion fast 25 Jahre lang bis 2009 inne. Es gelang ihm, einen Kompromiss zwischen den beiden Faktionen der PS zu erzielen, die sich in Ziguinchor, der sogenannten „Hauptstadt des Südens“ gegenüberstand: der des scheidenden Bürgermeisters Mamadou Abdoulaye Sy und der von Doudou Cissé, der unter dem Druck von Präsident Diouf auf eine eigene Kandidatur für das Amt des Bürgermeisters verzichtete. Er war ferner von 1987 bis 1988 Tourismusminister (Ministre du Tourisme) sowie zwischen 1988 und 1990 Kommunikationsminister (Ministre de la Communication). Er setzte sich für eine friedliche Beendigung des Casamance-Konflikts ein und war auch Präsident der Forschungsgruppe für Frieden in Casamance GRPC (Groupe de Recherche pour la Paix en Casamance).
Im zweiten Kabinett von Premierminister Habib Thiam war Robert Sagna zwischen 1991 und 1993 zunächst Minister für Ausrüstung, Verkehr und Meeresangelegenheiten (Ministre de l’Équipement, des Transports et de la Mer). 1993 wurde er Staatsminister (Ministre d’État) und zugleich Landwirtschaftsminister (Ministre de l’Agriculture) und hatte diese Ämter auch im Kabinett von Mamadou Lamine Loum inne, der zwischen 3. Juli 1998 und dem 5. April 2000 das Amt des Premierministers bekleidete.

### Präsidentschaftskandidat 2007
2006 gründete Sagna zusammen mit Madia Diop, Mamadou Diop und Cheikh Abdou Khadre Cissokho innerhalb der Parti Socialiste du Senegal die Bewegung Démocratie Solidarité und kündigte kurz darauf seine Kandidatur bei der Wahl für das Amt des Staatspräsidenten 2007 an. Bei dieser Wahl errang er als Bewerber der Démocratie Solidarité jedoch nur 88.446 Stimmen (2,58 Prozent). Bei der Kommunalwahl am 22. März 2009 kandidierte er abermals für das Amt des Bürgermeisters von Ziguinchor, unterlag aber Abdoulaye Baldé, den Generalsekretär des Präsidialamtes. Er wurde mehrmals ausgezeichnet und erhielt unter anderem das Offizierskreuz der Ehrenlegion sowie des Seeverdienstordens von Frankreich und zudem das Ritterkreuz des Souveränen Malteserordens.